# Giro de Italia 1964
La 47.ª edición del Giro de Italia se disputó entre el 16 de mayo y el 7 de junio de 1964, con un recorrido de 22 etapas y 4119 km, que el vencedor completó a una velocidad media de 35,740 km/h. La carrera comenzó en Bolzano y terminó en Milán.
Tomaron la salida 130 participantes, de los cuales 97 terminaron la carrera.
Esta fue la segunda victoria en el Giro de Italia de Jacques Anquetil, el cual se hizo con el liderato al término de la 5.ª etapa, la única contrarreloj de la carrera, y no lo abandonó hasta el término de la misma. Esta vez la etapa reina, la 20.ª, en la cual se subieron los puertos de la Madeleine, Vars, Izoard, Montgenèvre y Sestrières, no supuso grandes diferencias tampoco en la general, pues exceptuando al vencedor de la misma, el italiano Bitossi, el resto de los corredores importantes de la carrera entró agrupado. En el podio final en el velódromo Vigorelli de Milán, Anquetil estuvo acompañado por Italo Zilioli, que lograba así el primero de los tres segundos puestos consecutivos que lograría en el Giro de Italia, y Guido de Rosso.
Entre los españoles, destaca el triunfo de Angelino Soler en la 7.ª etapa. Gómez del Moral también rondó el triunfo de etapa, pero lo máximo que logró fue terminar 2.º en la 7.ª y la 13.ª etapa, así como terminaría 2.º en la clasificación de la montaña. En la general, el mejor clasificado fue Antonio Suárez, 16.º.

## Equipos participantes
| Equipo  | Jefe de filas           |
| Cynar   | Franco Balmamion        |
| Carpano | Antonio Bailetti        |
| Cite    | Jaime Alomar            |
| Gazzola | Dino Bruni              |
| Ibac    | Nino Defilippis         |
| Ignis   | José Martín Colmenarejo |
| Legnano | Felice Adami            |

| Equipo                      | Jefe de filas    |
| Lygie                       | Aldo Moser       |
| Molteni                     | Guido de Rosso   |
| Salvarani                   | Vittorio Adorni  |
| Springoil-Fuchs             | Franco Bitossi   |
| Saint-Raphaël-Gitane-Dunlop | Jacques Anquetil |
| Flandria-Romeo              | Huub Zilverberg  |

## Etapas
| Etapa | Recorrido                           | Km         | Ganador              | Líder            |
| 1.ª   | Bolzano-Riva del Garda              | 173        | Vittorio Adorni      | Vittorio Adorni  |
| 2.ª   | Riva del Garda-Brescia              | 146        | Michele Dancelli     | Michele Dancelli |
| 3.ª   | Brescia-San Pellegrino Terme        | 193        | Franco Bitossi       | Enzo Moser       |
| 4.ª   | San Pellegrino Terme-Parma          | 189        | Vito Taccone         | Enzo Moser       |
| 5.ª   | Parma-Busseto                       | 50.4 (CRI) | Jacques Anquetil     | Jacques Anquetil |
| 6.ª   | Parma-Verona                        | 100        | Vendramino Bariviera | Jacques Anquetil |
| 7.ª   | Verona-Lavarone                     | 168        | Angelino Soler       | Jacques Anquetil |
| 8.ª   | Lavarone-Pedavena                   | 183        | Marcello Mugnaini    | Jacques Anquetil |
| 9.ª   | Feltre-Marina di Ravenna            | 260        | Pietro Zoppas        | Jacques Anquetil |
| 10.ª  | Rávena-San Marino                   | 135        | Rolf Maurer          | Jacques Anquetil |
| 11.ª  | Rímini-San Benedetto del Tronto     | 185        | Raffaele Marcoli     | Jacques Anquetil |
| 12.ª  | San Benedetto del Tronto-Roccaraso  | 185        | Walter Boucquet      | Jacques Anquetil |
| 13.ª  | Roccaraso-Caserta                   | 188        | Giorgio Zancanaro    | Jacques Anquetil |
| 14.ª  | Caserta-Castelgandolfo              | 210        | Vittorio Adorni      | Jacques Anquetil |
| 15.ª  | Roma-Montepulciano                  | 214        | Nino Defilippis      | Jacques Anquetil |
| 16.ª  | Montepulciano-Livorno               | 199        | Franco Bitossi       | Jacques Anquetil |
| 17.ª  | Livorno-Santa Margherita Ligure     | 210        | Franco Bitossi       | Jacques Anquetil |
| 18.ª  | Santa Margherita Ligure-Alessandria | 204        | Bruno Mealli         | Jacques Anquetil |
| 19.ª  | Alessandria-Cuneo                   | 205        | Cees Lute            | Jacques Anquetil |
| 20.ª  | Cuneo-Pinerolo                      | 254        | Franco Bitossi       | Jacques Anquetil |
| 21.ª  | Turín-Biella                        | 200        | Gianni Motta         | Jacques Anquetil |
| 22.ª  | Biella-Milán                        | 146        | Willi Altig          | Jacques Anquetil |

## Clasificaciones
| \| 1. \| Jacques Anquetil \| Francia \| 115h 10' 27" \| \| 2. \| Italo Zilioli \| Italia \| + 1' 22" \| \| 3. \| Guido de Rosso \| Italia \| + 1' 31" \| \| 4. \| Vittorio Adorni \| Italia \| + 2' 22" \| \| 5. \| Gianni Motta \| Italia \| + 2' 38" \| \| 6. \| Renzo Fontona \| Italia \| + 3' 30" \| \| 7. \| Marcello Mugnaini \| Italia \| + 5' 05" \| \| 8. \| Franco Balmamion \| Italia \| + 6' 00" \| \| 9. \| Rolf Maurer \| Suiza \| + 7' 47" \| \| 10. \| Franco Bitossi \| Italia \| + 9' 20" \| |                   |         |              |
| 1. | Jacques Anquetil  | Francia | 115h 10' 27" |
| 2. | Italo Zilioli     | Italia  | + 1' 22"     |
| 3. | Guido de Rosso    | Italia  | + 1' 31"     |
| 4. | Vittorio Adorni   | Italia  | + 2' 22"     |
| 5. | Gianni Motta      | Italia  | + 2' 38"     |
| 6. | Renzo Fontona     | Italia  | + 3' 30"     |
| 7. | Marcello Mugnaini | Italia  | + 5' 05"     |
| 8. | Franco Balmamion  | Italia  | + 6' 00"     |
| 9. | Rolf Maurer       | Suiza   | + 7' 47"     |
| 10. | Franco Bitossi    | Italia  | + 9' 20"     |

| \| 1. \| Franco Bitossi \| Italia \| - \| \| 2. \| Antonio Gómez del Moral \| España \| - \| \| 3. \| Franco Balmamion \| Italia \| - \| |                         |        |   |
| 1. | Franco Bitossi          | Italia | - |
| 2. | Antonio Gómez del Moral | España | - |
| 3. | Franco Balmamion        | Italia | - |

| \| 1. \| Saint-Raphaël-Gitane-Dunlop \| Francia \| - \| - \| |                             |         |   |   |
| 1.                                                           | Saint-Raphaël-Gitane-Dunlop | Francia | - | - |